# Consulado de Comercio de Buenos Aires
El Consulado de Comercio de Buenos Aires era una de las principales instituciones oficiales del Virreinato del Río de la Plata, junto con el Virrey, el Cabildo y las del orden religioso.

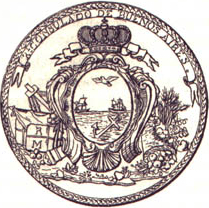
Sello del Consulado de Comercio de Buenos Aires

## Orígenes
Se puede considerar que el origen de los Consulados de Comercio se encuentra en los antiguos Consulados de Mar de la Corona de Aragón que, a partir del siglo XI, se establecieron en los puertos más importantes de las costas mediterráneas. El primero de ellos fue el de Trani (1063). Con el correr de los años se expandieron por la península ibérica, creándose así el Consulado de Mallorca, en 1326 y el de Barcelona, en 1347. Luego, al incorporarse la Corona de Aragón al Reino de Castilla, se multiplicaron por muchas ciudades de España, donde fueron denominados Consulados de Mar y Tierra.
Inicialmente sólo hubo dos consulados en tierra americana, en las ciudades de México (1592) y Lima (1619), capitales de los Virreinatos de Nueva España y del Perú.
La llegada de la Ilustración a España produjo numerosas modificaciones tanto políticas como económicas. En 1778, a través del Reglamento de Libre Comercio, se buscó simplificar el tránsito de mercaderías, permitiendo la instalación de nuevos Consulados en los puertos que, siendo cabeceras de jurisdicciones importantes, no los tenían.
En 1793, se establecieron los consulados de Guatemala y Caracas, en tanto que el de Buenos Aires fue creado por Real Cédula del 30 de enero de 1794 y comenzó a funcionar el 2 de junio de ese mismo año. Su primera sede se ubicó en una casa alquilada a la sucesión de don Vicente de Azcuénaga, en la esquina sudeste de las actuales calles Bartolomé Mitre y Reconquista. En 1805 se mudó a un solar propio de 1750 metros cuadrados, con patio, balconada, un importante portal de acceso, ricamente decorado, adquirido a don Benito de Olazábal, ubicado en la calle de la Santísima Trinidad, hoy San Martín 137, donde se emplaza la casa central del Banco de la Provincia de Buenos Aires.
Sin duda se trataba de un Consuldado "Ilustrado" por el cual que los representantes de las nuevas teorías buscaban introducir las reformas monárquicas en las tradicionales redes del dominio económico. Surge así el proyecto de utilizar a las sociedades económicas como una institución auxiliar al Consulado, facilitando la entrada de nuevos comerciantes, incentivando la actividad económica (fundamentalmente, las actividades primarias y reservando la industrialización de las materias primas a la Metrópoli), fomentando el avance tecnológico, etc.

## Funciones
El Consulado dependía directamente de la Corona española y se regía directamente por las normas que dictaba la Casa de Contratación de Indias, ubicado en Cádiz, de la cual el Consulado era imagen.
Tenía dos funciones diferenciadas, por un lado se integraba como un cuerpo colegiado que funcionaba como tribunal comercial (llamado Tribunal de Justicia) y por el otro como sociedad de fomento económico (llamada Junta de Gobierno):
- El tribunal, del fuero mercantil, juzgaba los conflictos entre los comerciantes sin la participación de abogados, tal y como se señalaba en el artículo XIV de la Real Cédula. En este caso, el Consulado actuaba como tribunal de primera instancia, siendo el prior y los dos cónsules los encargados de administrar justicia. En ciertos casos sus fallos podían ser apelados al tribunal de alzada que integraban el decano de la Audiencia de Buenos Aires y dos colegas. Finalmente, como tercera instancia, las causas podían llegar al Consejo Supremo de Indias.[2] Se financiaba mediante el cobro del impuesto de avería. Con el pasar de los años iría aumentando el poder de control sobre la aduana.

- La Junta de Gobierno representaba los intereses de sus integrantes a través de un cuerpo colegiado. Según el artículo I de la Real Cédula, la Junta se integraba con el prior, los cónsules y los nueve consiliarios con sus tenientes, mientras que el artículo XLIX establecía que los funcionarios fijos eran nombrados a perpetuidad, entre ellos se encontraba Manuel Belgrano.[2]

## Manuel Belgrano y el Consulado
Antes de la creación formal del Consulado de Buenos Aires, en diciembre de 1793, el joven Manuel Belgrano fue nombrado secretario perpetuo y su participación fue fundamental en su desenvolvimiento, dejando una huella profunda y perdurable. 
Debió desempeñarse con cautela al asumir la tarea de dirección del mismo. Al ser designado secretario perpetuo del Consulado, escribió los lineamientos que seguiría en su labor de fomento económico. Estos lineamientos están respaldados por un documento que ha llegado hasta nuestros días. Los ideales del Consulado y lo que podía lograrse en beneficio del Virreinato, sin embargo, distaban mucho de lo deseado. En uno de sus escritos, Belgrano nos adelanta: 

... no puedo decir bastante mi sorpresa cuando conocí a los hombres nombrados por el Rey de la Junta [de Gobierno] que había de tratar de agricultura, industria y comercio, y propender a la felicidad de las Provincias que componían el virreinato de Buenos Aires; todos eran comerciantes españoles; exceptuando uno que otro, nada sabían más que su comercio monopolista, a saber, comprar por cuatro para vender por ocho con toda seguridad; para comprobante de sus conocimientos y de sus ideas liberales a favor del país, como su espíritu de monopolio para no perder el camino que tenían de enriquecerse, referiré un hecho con que me eximiré de toda prueba.

Mi ánimo se abatió, y conocí que nada se haría a favor de las Provincias por unos hombres que por sus intereses particulares posponían los del bien común.

Sin embargo, en vez de asumir una posición de franca oposición, que hubiera logrado que únicamente acallaran su voz, adoptó un tono educativo y didáctico. Las críticas eran siempre, por tanto, por el contraste entre la situación que él denunciaba (sin acusar aparentemente a persona o cuerpo alguno) y lo que debía ser: las autoridades, que debían velar por el bienestar general, eran, por tanto, culpables por omisión e inacción. 
Según señalaba el art. XXX de la Real Orden, se requería que anualmente el Secretario del Consulado propusiera, mediante la lectura de una Memoria Consular, los medios para fomentar la agricultura, animar a la industria y proteger el comercio de la región.

“(…) escribirá cada año una memoria sobre alguno de los objetos propios del instituto del consulado, con cuya lectura se abrirán anualmente las sesiones (…)”

Manuel Belgrano, se fijó como meta el transformar una región pobre y virgen en una rica y próspera. 
En su Autobiografía, Belgrano relata:

Cuando supe que tales cuerpos [Consulados] en sus juntas [de Gobierno] no tenían otro objeto que suplir a las sociedades [de fomento] económicas, tratando de agricultura, industria y comercio, se abrió un vasto campo a mi imaginación... Tanto me aluciné y me llené de visiones favorables a la América, cuando fui encargado por la secretaría, de que en mis memorias describiese las Provincias, a fin de que sabiendo su estado, pudiesen tomar providencias acertadas para su felicidad...

En la Memoria “Medios generales de fomentar la agricultura, animar la industria y proteger el comercio en un país agricultor”, leída en la sesión de la Junta del Consulado del 15 de julio de 1796, manifestó un verdadero plan educativo, proponiendo la creación de escuelas: en primer lugar, escuelas gratuitas de primeras letras para niñas y para  niños, de agricultura, hilaza de lana, de comercio, de dibujo y de náutica.
Años más tarde, y habiendo dejado sus labores en el consulado para hacerse cargo del ejército, envía una breve nota al Consulado en la que "anuncia su grado militar y sueldo para que sólo corran hasta ese momento sus emolumentos como secretario del Consulado, cuya propiedad no renuncia por ser un honor que quiere conservar en este cuerpo", indicando de ese modo que consideraba su carrera de militar como algo necesario pero a su vez temporario, y manifestando su deseo de retornar a su antigua labor de fomento económico en el Consulado. 
En agosto de 1812, a raíz de las medidas determinadas por el General Belgrano en la ciudad de San Salvador de Jujuy para llevar a cabo el Éxodo Jujeño, el Consulado interviene en favor de los comerciantes pidiendo la atenuación de las medidas decretadas. El 14 de agosto el gobierno central hace lugar a la solicitud y envía un mensaje a Belgrano en tal sentido. Sin embargo los correos llegan cuando los realistas se encontraban en los arrabales de la ciudad y el éxodo había comenzado.

## Ventura Miguel Marcó del Pont y el Consulado
Como síndico o director del Consulado de Comercio a partir de 1797, consignatario de buques y tesorero de los fondos contra las invasiones inglesas, Ventura Miguel Marcó del Pont y Ángel promovió junto con otros miembros de la élite bonaerense de la época la creación de la Academia de geometría y de dibujo de la que redactó el reglamento y que se abrió en la sede misma del Consulado al igual que la Escuela de Náutica y el Tercio de Gallegos contribuyendo al fomento de la cultura y de la educación en Buenos Aires. Otros miembros de la élite bonaerense de la época fueron los Díaz de Vivar, los Álzaga, los Belgrano, los Escalada y los Fernández.